# نزف داخلي
نزف داخلي أو نزيف داخلي هو نزيف يحدث داخل الجسم. يمكن أن يكون حالة طبية طارئة وجدية حسب المكان الذي تحدث فيه مثل (دماغ، معدة، رئتين) ويمكن أن يُسبب الموت فعلاً أو السكتة القلبية إذا لم يتم معالجة النزيف بما يستلزمه بأسرع وقت ممكن.

## الأسباب
النزف الداخلي قد يكون سببه الجرحِ المؤلم الذي يمكن أن يتسبب بإبطاء السرعة العاليِ أو الإيقاف المباغت في حادث سيارة، أَو بتمزق الوعاء الدموي نتيجة لضغط الدم العالي. أيضاً النزيف الداخلي يمكن أن يكون سببه الضرب أَو السير ضد جسم حادّ في تلك المنطقة المصابة .بعض الأمراضِ قد تسبب نزف داخلي أيضاً، مثل فيروس إيبولا . هذه العدوى بالإضافة إلى الإصابات المماثلة مثل فيروس ماربيرغ هي نادرة لحسن الحظ. إنّ السببَ الأكثر شيوعاً للنزف الداخليِ هو (carcinoma) السرطان السليلاني (نوع من أنواع السرطان)، أمّا في المنطقةِ المعوية أَو الرئة، أَو نادراً في الأعضاء الأخرى مثل البروستات أو البنكرياس أو الكلية.الأمراض الأخرى المرتبطة بالنزف الداخليِ تتضمّن داء أسقربوط، الهيباتوما(hepatoma)، سرطان الكبد،
(Thrombocytopenia) قلة الصفيحات المناعية، حمل منتبذ، انخفاض درجة حرارة خبيث (malignant hypothermia) ، أكياس مبيضية، نقص فيتامين كي، والهيموفيليا (hemophilia). بعض تفاعلات الدواء قد تسبب نزف داخلي أيضاً.>

## التشخيص
النزف الداخلي يمكن أن يكون جدّي لسببين:
- الدم يمكن أن يضغط الأعضاء ويفقدهم وظيفتهم (كما يمكن أن يحدث في الودمة (haematoma)).
- عندما لا يَتوقّف النزيف آنياً، فقدان الدم سيسبّب صدمة نزفية، ما يمكن أن يؤدي إلى ضررِ وموت الدماغ.

## المصطلح
النزف الداخلي يُدعى نزيف عادة، بالرغم من أنَّ التعبير عامُّ ويُستخدم للإشارة إلى كُلّ أنواع النزف.
أي حالة بسيطة من النزف الداخليِ تُؤدّي إلى كدمة( ecchymosis)، حيث يتوسع الدم تحت الجلد، يُسبّبُ تغيير لونه.

## التشخيص
التحقيق الطبي ضروري لتمييز النزف الداخليِ. إنّ الإشارات الخارجية إشارات عامّة لصدمة (hypovolemic) (انظر مقالة صدمة نقص حجم الدم لمزيد من المعلومات).